# Lloyd Lee
Pour les articles homonymes, voir Lloyd et Lee.
Lloyd Lee est un personnage de la série télévisée Entourage de la chaine américaine HBO. Il est incarné par Rex Lee.

## Biographie fictive
Lloyd Lee est un américain d'origine chinoise. Il étudie l'histoire de l'art au Sarah Lawrence College de Yonkers puis obtient un MBA à la Stanford Graduate School of Business.
Le personnage apparaît dans la saison 2 de la série, où il est le nouvel assistant d'Ari Gold, un agent réputé à Hollywood et travaillant dans l'agence de Terrance McQuewick. Il subit dès lors les colères d'Ari ainsi que des remarques sur son orientation sexuelle. Malgré cela, Ari fait toujours cela avec son humour, assez personnel.
Lloyd ne compte pas ses heures et est totalement dévoué à son travail, quitte à négliger sa vie privée et son petit ami, Tom.
Lorsqu'Ari quitte l'agence de Terrance McQuewick, Lloyd est le seul à le suivre dans sa nouvelle agence, Miller-Gold Agency, fondée avec Barbara Miller.
Lloyd devient également proche de Johnny Drama, le frère du client n°1 d'Ari, Vincent Chase. Il se plie en quatre pour trouver des projets à Drama. Lloyd souhaite alors monter en grade mais Ari lui refuse le poste d'agent. Dans la saison 6, il décide donc de quitter la Miller-Gold et se répondre à l'offre d'Adam Davies, un agent de Terrance McQuewick, l'ennemi juré d'Ari. Lloyd débute alors sa carrière d'agent et se consacre toujours à la carrière de Drama.
Ari rachète ensuite l'agence de Terrance et propose enfin un poste d'agent à Lloyd, qui accepte.